# Cibotium glaucum
Cibotium glaucum là một loài dương xỉ trong họ Cibotiaceae. Loài này được Sm. Hook. & Arn. mô tả khoa học đầu tiên năm 1841.

## Hình ảnh

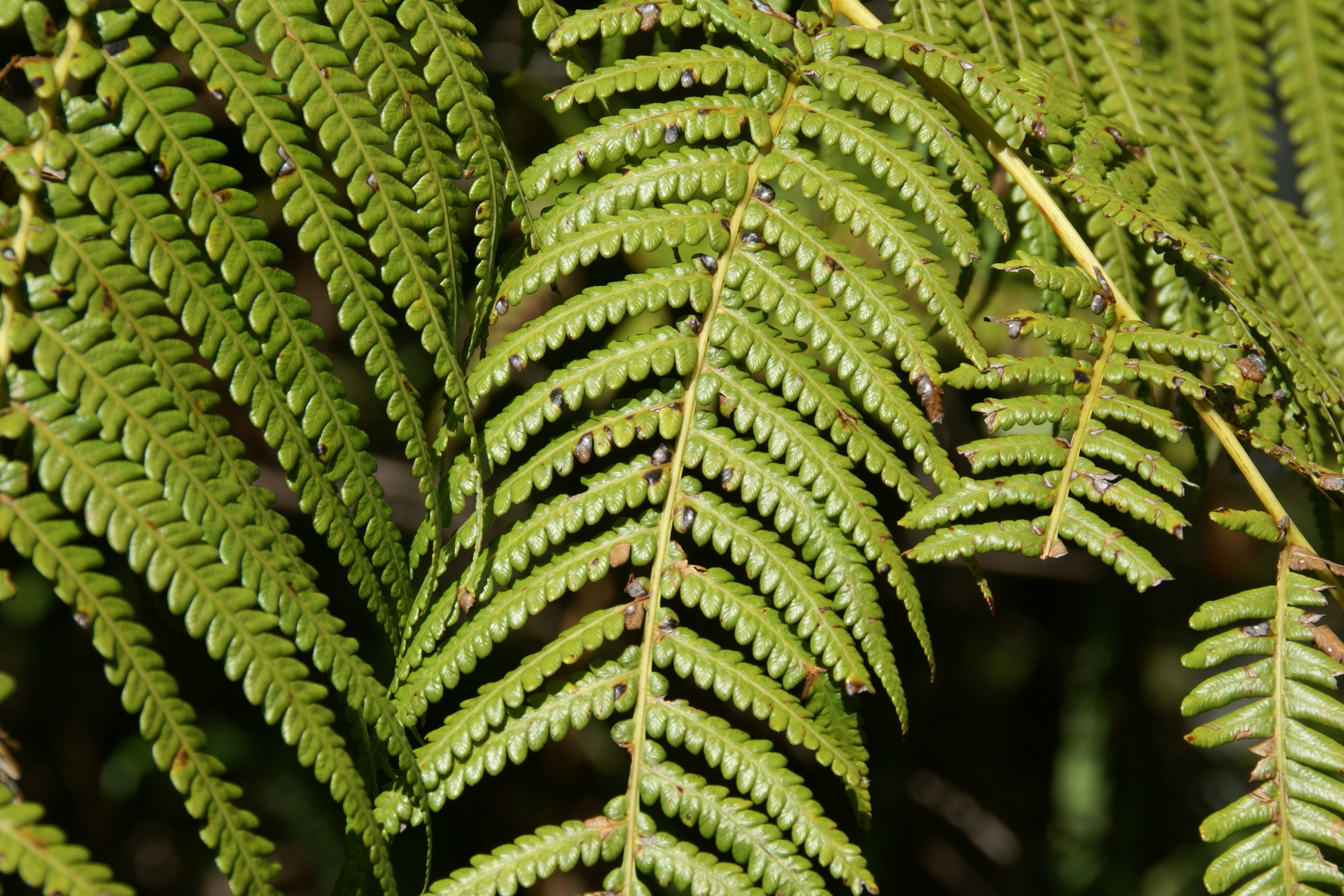
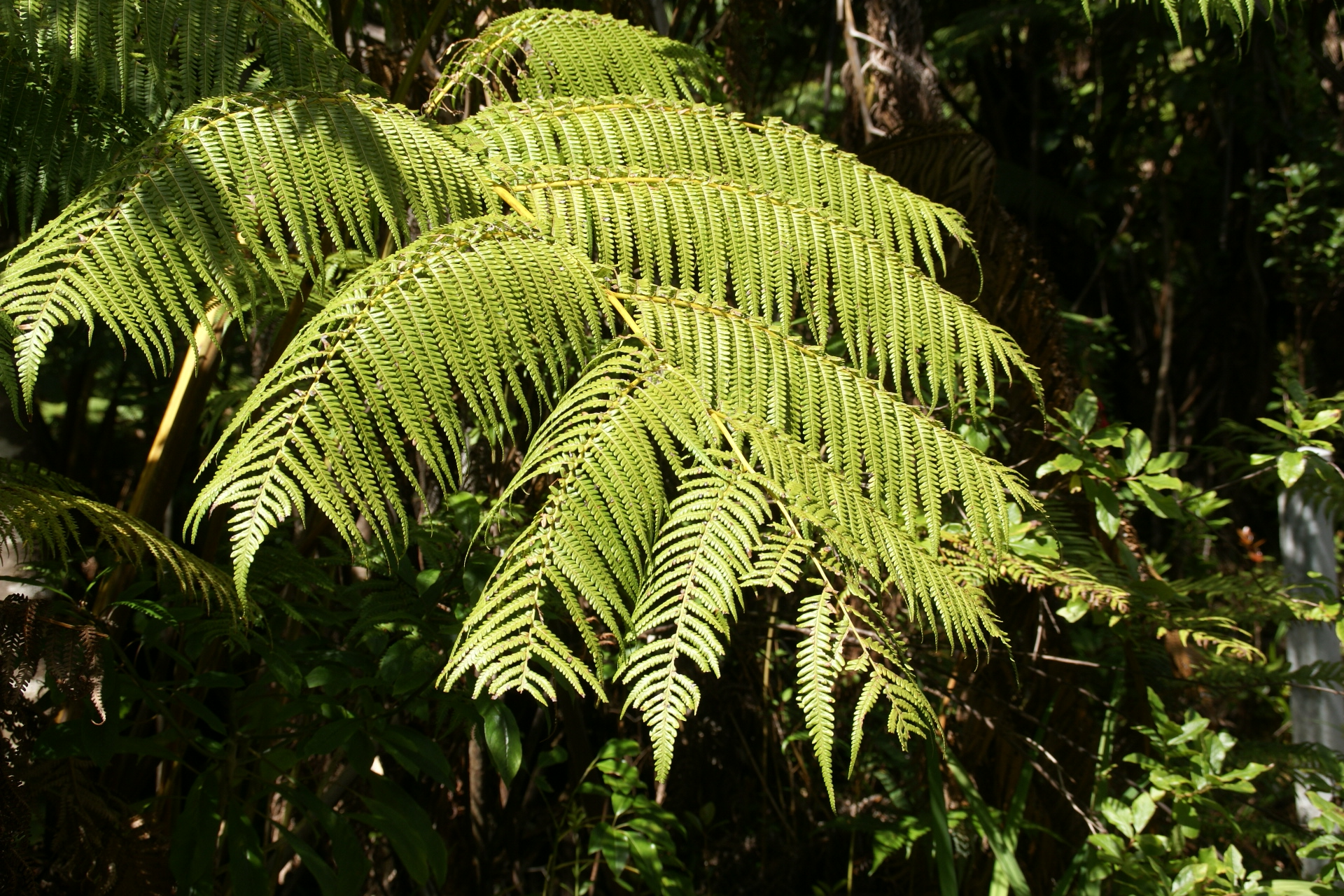
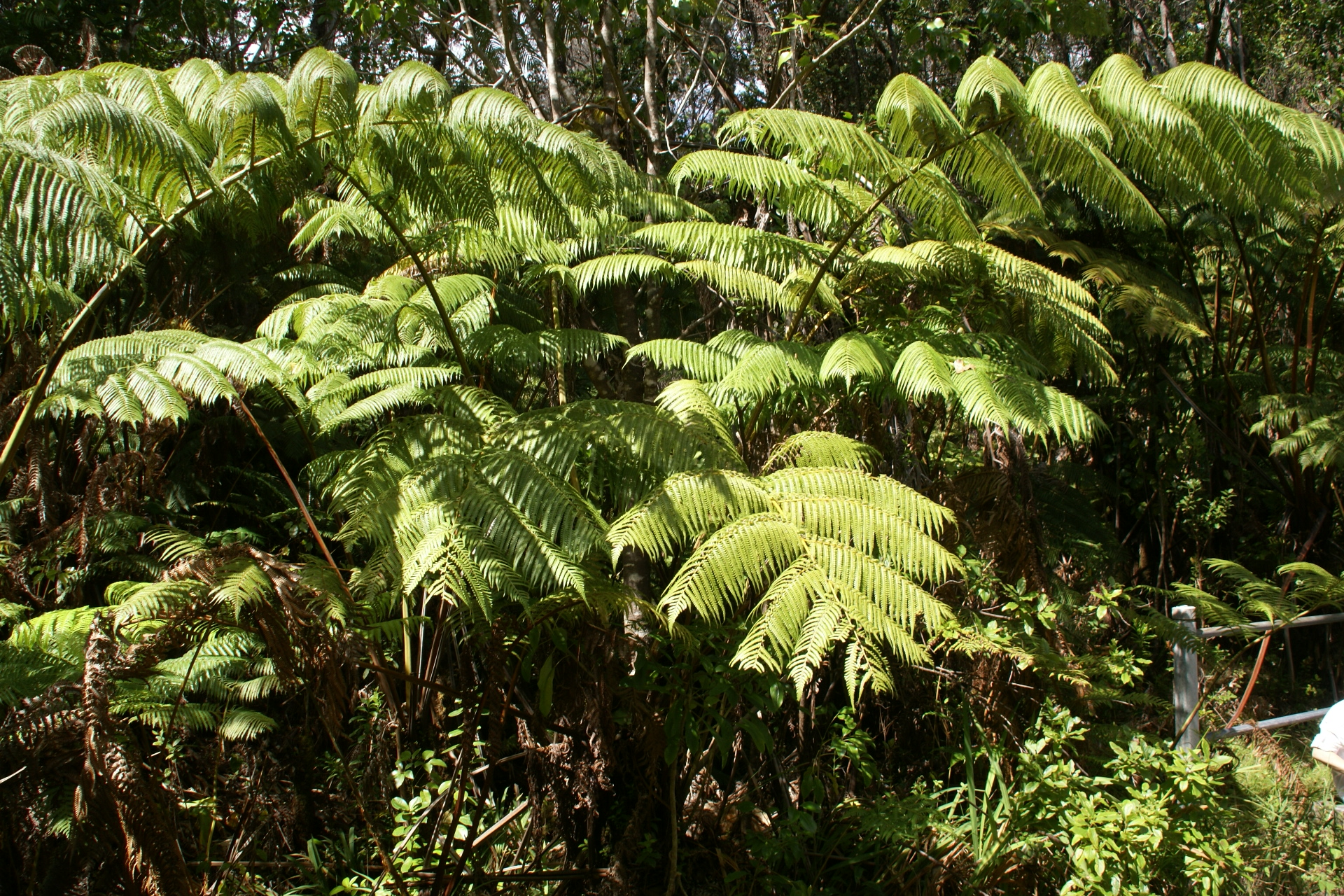
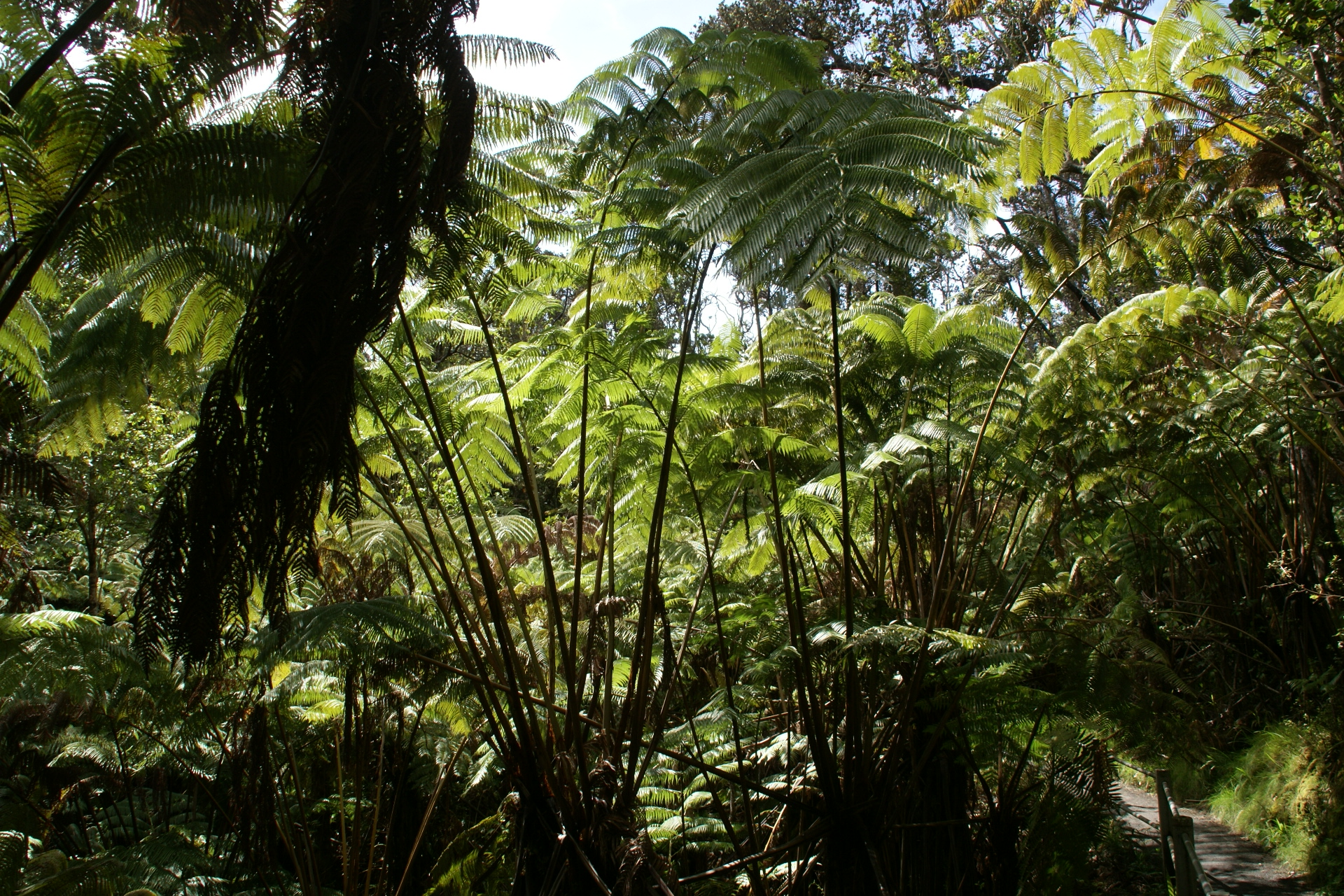